# Svåse el Finés
Svåse o Svási el Finés (n. 832) fue un caudillo vikingo de Dovre, Oppland en Noruega, rey de los fineses (nórdico antiguo: finnekonge). Casó en 855 pero no se conoce el nombre de su consorte. Tuvo una hija Snøfrid Svåsedotter (Snøfrid) que casó con Harald I de Noruega, y según Heimskringla fue «la mujer a quien más apasionadamente amó el rey Harald». También se menciona al rey Svåse en Ágrip af Nóregskonungasögum.

## Herencia
Snøfrid tuvo cuatro hijos con el rey Harald: Halvdan Hålegg, Gudrød Ljome, Sigurd Rise y Ragnvald Rettilbeine.